# 高木正坦
高木 正坦（たかぎ まさひら）は、江戸時代後期の大名。河内国丹南藩の12代藩主。官位は従五位下・主水正。

## 略歴
松平維賢（津山藩主松平康哉の四男）の四男として誕生した。先代藩主・高木正明に嗣子が無かったためその養嗣子となり、嘉永元年（1848年）5月15日、12代将軍・徳川家慶に拝謁する。同年8月23日、正明の隠居により家督を継いだ。同年12月16日、従五位下・主水正に叙任した。文久3年（1863年）9月10日、大番頭となる。
慶応元年（1865年）10月24日、辞任する。慶応4年3月16日、上洛する。明治2年（1869年）6月24日、版籍奉還により知藩事に就任する。同年11月18日、隠居し、養嗣子の正善に家督を譲った。明治24年（1891年）正月31日、63歳で死去した。法号は高樹院殿風誉様堂正坦大居士。墓所は東京都杉並区永福の栖岸院。

## 系譜
- 父：松平維賢
- 母：不詳
- 養父：高木正明（1803年 - 1869年）
- 正室：一柳末延の娘
- 生母不明の子女
  - 長男：堀田正亨 - 堀田正養養子
  - 次男：高木正秋
- 養子
  - 男子：高木正善（1853年 - 1920年） - 高木守庸の次男